# Cục Tác chiến, Quân đội nhân dân Việt Nam
Cục Tác chiến trực thuộc Bộ Tổng Tham mưu Quân đội nhân dân Việt Nam là cơ quan đầu ngành tham mưu giúp Thủ trưởng Bộ Quốc phòng, Bộ Tổng Tham mưu Quân đội nhân dân Việt Nam về công tác huấn luyện, tác chiến, chiến dịch, chiến thuật trong toàn quân. Là cơ quan tham mưu chiến lược đầu ngành toàn quân về địa hình quân sự và hệ thông tin địa lý. Tổ chức thực hiện việc xây dựng, quản lý ngành Địa hình quân sự. Bảo đảm địa hình và hệ thông tin địa lý cho nhiệm vụ tác chiến và các nhiệm vụ khác của Quân đội. Kết hợp chặt chẽ giữa quốc phòng với kinh tế, kinh tế với quốc phòng, bảo đảm yêu cầu củng cố sự nghiệp quốc phòng – an ninh của đất nước.

## Lịch sử hình thành
Ngày 7 tháng 9 năm 1945, Chủ tịch Hồ Chí Minh ký Sắc lệnh thành lập Bộ Tham mưu (tiền thân của Bộ Tổng Tham mưu), giao nhiệm vụ thành lập cơ quan tham mưu quân đội cho Hoàng Văn Thái tại dinh Chủ tịch (Bắc Bộ Phủ, số 10 phố Ngô Quyền), có Võ Nguyên Giáp - Bộ trưởng Bộ Nội vụ kiêm Thứ trưởng Bộ Quốc phòng cùng tham dự. Hồ Chí Minh chỉ định  Hoàng Văn Thái làm Tham mưu trưởng và chỉ thị lập "Bộ Tham mưu để giúp Trung ương Đảng và Chính phủ lãnh đạo, chỉ huy các lực lượng vũ trang. Bảo vệ thành quả Cách mạng tháng Tám". Hồ Chí Minh còn căn dặn: "Chưa hiểu biết về công tác tham mưu... phải cố gắng vừa làm vừa học, có quyết tâm thì khó mấy cũng làm được...".
"Việc thành lập Bộ Tham mưu là việc lớn thứ ba mà Bác Hồ tiến hành ngay trong những ngày đầu cách mạng tháng Tám năm 19451"(Lời Đại tướng Võ Nguyên Giáp phát biểu trong lễ kỷ niệm 59 năm thành lập Bộ Tổng Tham mưu, 4.9.2004 ). Ngày 7 tháng 9 sau khi nhận nhiệm vụ,  Tham mưu trưởng Hoàng Văn Thái vừa lo việc tổ chức vừa làm công tác tham mưu tác chiến. Ngay chiều 7 tháng 9, đồng chí triệu tập họp gồm bảy cán bộ (Hoàng Đạo Thúy, Hoàng Minh Đạo, Mai Hữu Thao, Nguyễn Văn Trang, Vũ Văn Thềm, Nghiêm Xuân Hoà, Đỗ Văn Sáng) được Đoàn thể giới thiệu đến, tại một phòng nhỏ ở Phủ Thống sứ (trụ sở Bộ Lao động Thương binh - Xã hội, phố Ngô Quyền hiện nay) để bàn những việc trước mắt cần làm ngay. Sau đó, Bộ Tham mưu chuyển về nhà số 16 đường Ri Quier (tức 18 phố Nguyễn Du). Như vậy: Phòng Tác chiến là một bộ phận của Bộ Tổng Tham mưu được thành lập đầu tiên cùng với ngày thành lập Bộ Tổng Tham mưu.
Đầu tháng 3-1946 sau một cuộc họp bàn kiện toàn tổ chức, Bộ Tham mưu được đổi tên thành Bộ Tổng Tham mưu. Quân số Bộ Tổng Tham mưu lúc này đã có khoảng một trăm người (không kể đơn vị vệ binh do đồng chí Thái Dũng chỉ huy). Các phòng được gọi bằng số. Phòng 1 (Nhân sự), Phòng 2 (Tình báo), Phòng 3 (Tác chiến), Phòng 4 (Quân nhu), Phòng 5 (Thông tin)...;
Tháng 3 năm 1946, Bộ Tham mưu đổi tên thành Bộ Tổng Tham mưu.
Ngày 11 tháng 7 năm 1950, Phòng Tác chiến nâng cấp thành Cục Tác chiến trực thuộc Bộ Tổng Tham mưu
Thực hiện Quyết định số 759/QĐ-BQP ngày 5/3/2025, của Bộ trưởng Bộ Quốc phòng về sáp nhập Cục Bản đồ vào Cục Tác chiến

## Lãnh đạo hiện nay

#### Cục trưởng
- Trung tướng Nguyễn Huy Cảnh

#### Phó Cục trưởng
- Thiếu tướng Lê Văn Đãng
- Đại tá Nguyễn Văn Trường
- Thiếu tướng Lưu Quang Vụ
- Thiếu tướng Phạm Văn Hoạt
- Thiếu tướng Phạm Xuân Diệu

- Thiếu tướng Hoàng Minh Ngọc
- Đại tá Lê Đại Ngọc
- Đại tá Trần Ngọc Diễn
- Thượng tá Bùi Yên Tĩnh

## Tổ chức
- Phòng Kế hoạch
- Phòng Chiến trường tổng hợp
- Phòng Quân chủng
- Phòng Quy hoạch
- Phòng Khoa học quân sự
- Phòng Tự động hóa chỉ huy
- Phòng Huấn luyện chiến dịch - Nghiên cứu khoa học quân sự
- Phòng Chính trị
- Ban Tài chính
- Ban Hành chính
- Trung tâm Nghiên cứu huấn luyện chiến dịch T83
- Phòng Địa hình Quân sự
- Phòng Thông tin Tư liệu Địa hình Quân sự
- Trung tâm Địa Không gian
- Trung tâm Đào tạo nghiệp vụ địa hình quân sự
- Công ty TNHH một thành viên Trắc địa bản đồ (SAMCOM)

## Hệ thống cơ quan tác chiến trong Quân đội nhân dân Việt Nam
- Cục Tác chiến thuộc Bộ Tổng Tham mưu
- Phòng Tác chiến thuộc các Quân khu, Quân đoàn, Quân chủng, Binh chủng, Tổng cục và tương đương.
- Ban Tác chiến thuộc các Sư đoàn, Lữ đoàn, Vùng Cảnh sát biển, Bộ CHQS tỉnh, thành phố trực thuộc TW, Bộ CHBP tỉnh, thành phố trực thuộc TW và tương đương.
- Trợ lý, Nhân viên Tác chiến thuộc các Trung đoàn, Ban chỉ huy quân sự quận, huyện, thị xã và tương đương.

## Khen thưởng
- Năm 1992, được Chính phủ tặng cờ thưởng luân lưu.
- Năm 1994, được tặng thưởng Huân chương Quân công hạng Ba
- Năm 1999, được tặng thưởng Huân chương Chiến công hạng Ba
- Năm 1999, được Nhà nước Lào tặng Huân chương Độc lập hạng Nhất
- Năm 2000, được Nhà nước phong tặng danh hiệu Anh hùng lực lượng vũ trang nhân dân

## Cục trưởng qua các thời kỳ
- 9.1945-2.1946: Hoàng Văn Thái, Trưởng phòng Tác chiến đầu tiên
- 3.1946-12.1947: Nguyễn Văn Nấp (hay Nguyễn Đồng) phụ trách Phòng Tác chiến
- 1.1948-11.1948: Đào Văn Trường, Trưởng phòng
- 12.1948-5.1949: Bùi Tuấn Kiết, Phó Tổng Tham mưu trưởng kiêm Trưởng phòng
- 6.1949-1949: Phan Phác, quyền Phó Tổng Tham mưu trưởng kiêm Trưởng phòng
- 1949-1950: Đào Văn Trường, Phó Tổng Tham mưu trưởng, phụ trách Cục trưởng Cục Tác chiến (theo Sắc lệnh số 123-SL ngày 11 tháng 7 năm 1950, Đại tá Đào Văn Trường được bổ nhiệm làm Cục trưởng Cục Tác chiến[4])
- 1950: Đỗ Đức Kiên, Cục phó phụ trách Cục trưởng Cục Tác chiến
- 1950-1953: Hà Văn Lâu, Cục phó phụ trách Cục trưởng Cục Tác chiến
- 9.1953-1955: Trần Văn Quang, Thiếu tướng (1958), Thượng tướng, Cục trưởng Cục Tác chiến
- 1955-1956: Đặng Tính, Đại tá (1958), Trung tướng (1974)
- 1956-1957: Đồng Văn Cống, Trung tướng
- 1957-1965: Đỗ Đức Kiên, Cục trưởng
- 1965-5.1966: Lê Ngọc Hiền, Thượng tướng
- 6.1966-1968, Vũ Lăng, Thượng tướng
- 1968-1970, Lê Ngọc Hiền, Thượng tướng
- 1970-1973, Vũ Lăng, Thượng tướng
- 1973-1979, Lê Hữu Đức, Trung tướng, Phó Tư lệnh Tham mưu trưởng Quân khu 4 (1979-)
- 1979-1991, Hoàng Nghĩa Khánh, Trung tướng (1982), nguyên Tham mưu trưởng Quân khu 7
- 1991-1995, Vũ Cao, Trung tướng (1992)
- 1995-1.1998: Phùng Quang Thanh, Thiếu tướng (1995), sau này là Bộ trưởng Bộ Quốc phòng (2006-2016)
- 1998-2004: Nguyễn Như Huyền, Thiếu tướng, Sau là Phó Viện trưởng Viện Chiến lược Quốc phòng (2004-2008)
- 2004-2010: Phạm Ngọc Khóa, Trung tướng (2006), Nguyên Tư lệnh Quân đoàn 2
- 2010-2014: Trần Anh Vinh, Trung tướng (2013), nguyên Tư lệnh Quân đoàn 1
- 2014-11.2018: Huỳnh Ngọc Hà, Thiếu tướng (2012)[5], Trung tướng (2017), nguyên Phó Cục trưởng Cục Tác chiến
- 11.2018- 10.2020: Thái Đại Ngọc, Thiếu tướng (2016), Trung tướng (2020)  nguyên Phó Tư lệnh Tham mưu trưởng Quân khu 5
- 11.2020-9.2023, Nguyễn Đức Căn, Thiếu tướng (2017), Trung tướng (2021), nguyên Phó Cục trưởng Cục Tác chiến
- 3.2024-nay, Nguyễn Huy Cảnh, Thiếu tướng (2017), Trung tướng (2024), nguyên Phó Tư lệnh, tham mưu trưởng Quân khu 1

## Phó Cục trưởng qua các thời kỳ
- 1950-1951, Phan Hạo
- 1950-1951, Nguyễn Sĩ Tuấn
- 1959, Đồng Văn Cống
- 1955-1961, Nguyễn Thái Dũng, Thiếu tướng (1974), sau là Hiệu trưởng Trường Sĩ quan Lục quân 1
- 1963-1964, Trần Văn Nghiêm, Đại tá, Trung tướng (1984), Tư lệnh Quân khu 9 (1979-1983)
- 1964-1967, Lê Văn Tri, Trung tướng (1982), Tư lệnh Quân chủng PKKQ, Chủ nhiệm kiêm Chính ủy Tổng cục Kỹ thuật
- 1965-, Hồ Quang Hóa
- 1979-1997, Nguyễn Văn Ninh, Thiếu tướng (1988)
- Đoàn Thế Hùng
- Trần Minh Vân
- Phan Hàm, Thiếu tướng (1980)
- Võ Quang Hồ
- Mai Xuân Tần
- Hồ Quang Hóa
- Lê Duy Mật
- Lại Văn Đạm
- Khiếu Anh Lân
- Nguyễn Minh Long
- Nguyễn Phú Chút
- Lê Quang San
- Lê Phi Long, Thiếu tướng.[6]
- Trần Bá Hào
- 1985-1991, Vũ Cao, Trung tướng (1992)
- Nguyễn Thanh Hà, sau là Chánh Văn phòng Bộ Tổng Tham mưu
- Ngô An Hợi,  sau là Chánh Văn phòng Bộ Tổng Tham mưu
- 2006-2013,Lê Xuân Chuyển, Thiếu tướng (2005) nguyên Tham mưu trưởng quân khu 1
- 2002-2005, Nguyễn Trung Thu, Trung tướng, Phó Tổng Tham mưu trưởng
- -2004, Nguyễn Đình Kiên, sau là Sư trưởng Sư đoàn 363, Quân chủng PKKQ
- 2003-2006, Phạm Đức Lĩnh, Trung tướng, nguyên Chỉ huy trưởng Vùng 4 Hải quân(1994-1998) (2000-2003)
- Trương Tải
- Nguyễn Đồng Thoại
- Dương Trọng Trầm
- 2003-2009, Nguyễn Cao Cử, nguyên Chỉ huy trưởng Bộ CHQS tỉnh Bắc Giang
- 2003-2006, Nguyễn Hữu Mạnh, Thiếu tướng, nguyên Sư trưởng Sư đoàn 308, sau là Chánh Văn phòng Bộ Tổng Tham mưu
- Bùi Song Nhâm, Thiếu tướng
- Lộ Khắc Tâm, Thiếu tướng
- Hà Ngọc Hoa, Thiếu tướng
- 2010-2017, Nguyễn Văn Tuyến, Thiếu tướng (2011)[7]
- 2013-2014, Nguyễn Đình Tiết, Thiếu tướng (2013), nguyên Phó Tham mưu trưởng Quân khu 3, sau là Chánh Văn phòng Bộ Tổng Tham mưu (2013-nay)
- -2014, Đỗ Văn Tắc, Thiếu tướng
- 2014-2017, Nguyễn Đình Khẩn, Thiếu tướng (2012)[8],  nguyên Phó Tham mưu trưởng Bộ đội Biên phòng
- 2012-2018, Hoàng Viết Quang, Thiếu tướng (2014)[9][10]
- 2015-2020 , Nguyễn Đức Căn, Thiếu tướng (2017)[11], nguyên Phó Tham mưu trưởng Quân đoàn 2
- 2017-2023, Trần Hồng Công,[12] Thiếu tướng (2018)
- 2017-2021, Trần Hữu Nam, Thiếu tướng (2018), nguyên Phó Tham mưu trưởng Quân chủng Phòng không - Không quân
- 2018-2023, Lê Thanh Sơn, Thiếu tướng (2019)
- 2021-nay, Phạm Xuân Diệu, Đại tá , nguyên Phó Tham mưu trưởng Bộ đội Biên phòng (2017-2021)
- 2021-nay, Trần Văn Xô, Thiếu tướng (2021), nguyên Phó Tham mưu trưởng Quân chủng Phòng không - Không quân
- 2021-nay, Phạm Văn Hoạt, Thiếu tướng (2023), nguyên Phó Tham mưu trưởng  Quân chủng Hải quân
- 2021-nay, Lưu Quang Vụ,   Thiếu tướng (2023)
- 2022-nay Lê Văn Đãng, Thiếu tướng, nguyên Phó tư lệnh quân đoàn 1